# Krisztina Morvai
Krisztina Morvai (ur. 22 czerwca 1963 w Budapeszcie) – węgierska polityk, prawniczka, działaczka feministyczna i na rzecz praw człowieka, w tym praw kobiet, posłanka do Parlamentu Europejskiego VII i VIII kadencji.

## Życiorys
Po ukończeniu szkoły średniej ELTE Apáczai Csere János w Budapeszcie studiowała prawo na Uniwersytecie im. Loránda Eötvösa w tym samym mieście. Uzyskała kwalifikacje sędziowskie, jednak wybrała pracę jako nauczyciel akademicki. Kształciła się w King’s College London, gdzie została doktorem nauk prawnych. W latach 1993–1994 prowadziła wykłady z prawa na University of Wisconsin-Madison, później pracowała dla Europejskiej Komisji Praw Człowieka. W 1998 opublikowała książkę Terror a családban, poświęconą przemocy domowej na Węgrzech. Od 2003 do 2006 działała w Organizacji Narodów Zjednoczonych, gdzie zajmowała się walką z dyskryminacją kobiet oraz obroną praw kobiet palestyńskich, co wzbudziło protesty rządu Izraela.
W 2006 nie uzyskała kolejnej nominacji rządu węgierskiego do zasiadania w Komitecie ds. Likwidacji Dyskryminacji Kobiet ONZ. Była zatrudniona jako docent prawa karnego na Uniwersytecie im. Loránda Eötvösa, gdzie zajęła się m.in. prawem karnym, kwestią przerywania ciąży, prawami ofiar oraz osób zarażonych HIV, wykorzystywaniem seksualnym dzieci, prostytucją, dyskryminacją płciową oraz przemocą domową. Została uhonorowana nagrodą Czerwonego Krzyża im. Freddiego Mercurego za promocję wiedzy o zagrożeniu AIDS.
Zyskała pewien rozgłos medialny swoimi publicznymi wypowiedziami. M.in. w 2008 radziła „liberalno-bolszewickim syjonistom” przemyśleć sobie „dokąd uciekną i gdzie się schowają”, a rok później również „zabawić się swoimi małymi obrzezanymi (...)” zamiast szkalować jej osobę. W 2006 określiła swoją konkurentkę do zasiadania w Komisji ONZ, Andreę Petõ, jako „znaną syjonistyczną aktywistkę” i uznała jej nominację przez rząd Ferenca Gyurcsánya za spowodowaną naciskami władz Izraela.
W 2006 związała się z Ruchem na rzecz Lepszych Węgier (Jobbik), choć formalnie nie wstąpiła partii. Pojawiała się jednak na demonstracjach nacjonalistycznej Gwardii Węgierskiej. W wyborach w 2009 została wybrana na posłankę do Parlamentu Europejskiego VII kadencji z 1. miejsca tego ugrupowania. W PE pozostała niezrzeszona, zasiadła w Komisji Rolnictwa i Rozwoju Wsi. W 2014 z powodzeniem ubiegała się o reelekcję, ponownie otwierając listę wyborczą partii Jobbik.

## Życie prywatne
Do 2011 jej mężem był György Baló, dziennikarz telewizyjny żydowskiego pochodzenia, z którym ma trójkę dzieci.